# Hanover (ostrov)
Ostrov Hanover se nachází v Tichém oceánu v jižní části Chile na sever od Magalhãesova průlivu. Je součástí Hanoverského souostroví. Administrativně patří do provincie Ultima Esperanza v regionu Magallanes a chilská Antarktida. Alakalufové obývali tento ostrov zhruba 6000 let, jenže působení bílých lidí vedlo v 21. století tento kmen takřka k vyhynutí.

## Dějiny ostrova
Počínaje rokem 1520 s objevením Magalhãesova průlivu, jen málo oblastí bylo tak prozkoumáno, jako  patagonské kanály. Ve starých mapách se region Patagonie, mezi rovnoběžkami 48° a 50° jižní šířky, jevil téměř celý obklopen velkým ostrovem zvaným Campana odděleným od pevniny kanálem kalénského národa – národem, který měl zde existovat až do 18. století.
Díky početným průzkumům a hydrografickým výzkumům prováděných na těchto nebezpečných pobřežích se tyto kanály od poloviny 20. století staly bezpečnější pro plavby velkých lodí z celého světa.
Po více než 6000 let obývali tyto kanály a jejich pobřeží Alakalufové – domorodí a kočovní kanoisté. Existují dvě hypotézy ohledně jejich původu. První pojednává, že přišli ze severu po trase kanálů Chiloé a přešli směrem na jih přes Isthmus Ofqui. Druhá že přišli z jihu a díky kolonizaci a transformaci tohoto loveckého obyvatelstva, pocházejícího z východní Patagonie, přešli patagonské kanály do zálivu Penas a osídlili ostrovy Magalhãesova průlivu. Na počátku 21. století bylo toto místo prakticky zničeno působením bílých lidí.

## Vzhled pobřeží
Jedná se o sled vysočin a roklí s četnými vrcholy, které si jsou navzájem velmi podobné a končí náhle. Výše formací spolu s tichostí přírody dělají samotné prostředí těchto ostrovů a kanálů jedno z nejkrásnějších míst na planetě.
Pobřeží jsou strmá, jejich kanály jsou obecně čisté a otevřené, skály jsou pokryté chaluhami.
Nacházejí se zde pozoruhodně vysoké útvary, které slouží k rozpoznání vstupu do různých kanálů nebo zátok. Ty jsou jasně uvedeny v příslušných mapách a slouží pro navigaci v regionu. Jeden takový útvar vyniká svojí výškou až 1219 metrů.

## Geologie
V minulosti došlo k zmenšení území způsobeného střetnutím tří litosférických desek před poloostrovem Taitao – desek Nazca a Antarktické, které se pohybují směrem na východ, a Jihoamerické, která se pohybuje směrem na západ. Tato situace způsobila známý pokles okraje Jihoamerické desky a snížila půdy na současnou úroveň, což lze ověřit fragmentací území a pronikáním moře do zapuštěných míst, to má za následek velké množství ostrovů.
Pochází z období kenozoikum a jedná se o produkt stejné geologické činnosti, která způsobila také vznik pohoří Cordillera de la Costa (Pobřežní Kordiléry), poté Andy a až v době ledové nabyl dnešní podoby.
Vyvřelý původ byl potvrzen díky druhu horniny, která ho tvoří a díky drsnému a nepravidelnému reliéfu charakteristickému pro erupční řetězce.

## Podnebí
Region je neustále ovlivňován západními větry a častým průchodem frontálních systémů. Tyto frontální systémy jsou vytvářeny na 60° jižní šířky, což je oblast, kde se sbíhají subtropické vzduchové hmoty a polární vzduchové hmoty, ty vytváří nízkotlaký pás, který tvoří tyto frontální systémy.
Místní klima je známé jako „mírné studené deštivo“, které sahá od jižní části regionu Los Lagos až po Magalhãesův průliv. Zde je registrováno maximální množství srážek – na ostrově Guarello dosáhly až 9000 mm za rok.
Oblačnost je vysoká a slunečné dny jsou vzácné. Teplotní amplituda je nízká, roční oscilace je přibližně kolem 4 °C s průměrnou teplotou 9 °C. Srážky jsou po celý rok, nejvydatnější jsou však na podzim.
Existují pouze dvě roční období: léto a zima. Léto začíná v září a větry začínají vát od SZ k JZ. Dny se začínají prodlužovat a v říjnu mohou být jasné. V prosinci, lednu a únoru již fouká vítr téměř výhradně z JZ s velkou intenzitou.
Déšť v tomto období je častý, ale ne tak vytrvalý jako v zimě a objevuje se ve formě silných a vydatných přeháněk. Nejklidnějším obdobím v roce je od února do dubna. V květnu jsou moře více rozbouřená a způsobují větší vlny na pobřeží. V květnu nastává první sněžení, které pokračuje po celou zimu. Sněžení je někdy tak silné, že viditelnost je snížena na maximálně 100 metrů a vítr vaje ze SZ. Červen a červenec jsou považovány za nejhorší měsíce v roce. Špatné počasí je normálním jevem v regionu a dobré počasí vzácnou příhodou.

## Větry
Ve většině případů ústí řek, kanálů a vysočiny mění směr větru, který má tendenci vát podél nich až do údolí.
V přístavech a kotvištích ležících podél vysočin dochází k silným náhlým výbojům vzduchu, které se nazývají "williwaw" – jedná se o jev, při kterém dochází k náhlému sestoupení větru, jenž vane ve vysočinách, setká se s náhlým snížením reliéfu (převážně narazí na údolí nebo řeky) a následně velkou silou udeří k povrchu.
Směr vanoucího větru v každém měsíci: leden od SZ; únor od Z; březen a duben od Z; květen J; červen se mění na JZ; červenec a srpen mezi Z až JZ; září V a S; říjen od Z; listopad  Z až SZ a v prosinci od ZSZ.

## Produkce

### Lesní
Na svazích a v dolinách rostou husté lesy usazené v mezerách skal, kdy se stromy vzájemně proplétají. Normálně nerostou ve výšce nad 50 metrů nad mořem, ale tam kde jsou chráněny před převládajícím větrem, rostou ve výších 200 až 300 metrů nad mořem. Na holých skálách se vytvářejí houbovité útvary, na kterých rostou lišejníky a mechy. Mezi stromy najdeme buk, tepualii nebo rozpylec.

### Těžba
Vápenec byl nalezen pouze na ostrově Guarello, na kterém probíhá těžba společnosti Pacific Steel Company a mramor byl objeven na ostrově Diego de Almagro .

### Živočišná výroba
Díky dobré kvalitě pastvin zálivu Poslední naděje se jedná o jedinou oblast, kde se mimořádně rozvinul chov ovcí s vynikajícími výsledky, což dalo vzniku průmyslu chlazeného masa a vývozu vlny.

## Fauna
Zastoupení zvířat je velmi malé, nachází se zde lišky, hlodavci, vlci nebo vydry. Mezi suchozemskými a vodními ptáky najdeme ledňáčka, drozd, labuť, kachnu, tučňáka, husici rudoprsou, racka, husici parníkovou nebo parní kachnu. Mezi ryby patří centropom, gavúnovec argentinský, štíhlicovití  a vieja. Mezi měkkýši se zde nachází lithodes santolla, krab modrý, krabi, mořští ježci a slávky.

## Umístění
Nachází se na 51° j. š., 74°30′ z. d.

## Geografie
Tento ostrov je největší v Hanoverském souostroví, měří 45 km na výšku a 32,2 km na šířku. Obklopují jej: na severu kanál Inocentes, na východ kanál Esteban, na jihu kanál Ignacio a na východ kanál Farrel a Tichý oceán.

## Odkaz v literatuře
V knize Julesa Verna Dva roky prázdnin ztroskotala na Hanoveru skupina 15 dětí (ve věku od 8 do 14 let), které opustily Nový Zéland a strávily 2 roky na tomto odlehlém místě. Děti, které vlastně nevěděly, kde jsou, nazvaly po své škole toto místo „Chairman Island“.